# Anabarhynchus macfarlanei
Anabarhynchus macfarlanei är en tvåvingeart som beskrevs av Lyneborg 1992. Anabarhynchus macfarlanei ingår i släktet Anabarhynchus och familjen stilettflugor. Inga underarter finns listade i Catalogue of Life.